# La Chapelle-au-Mans
Pour les articles homonymes, voir La Chapelle.
La Chapelle-au-Mans est une commune française située dans le département de Saône-et-Loire, en région Bourgogne-Franche-Comté.

## Géographie

### Climat
Pour des articles plus généraux, voir Climat de la Bourgogne-Franche-Comté et Climat de Saône-et-Loire.
En 2010, le climat de la commune est de type climat océanique dégradé des plaines du Centre et du Nord, selon une étude du Centre national de la recherche scientifique s'appuyant sur une série de données couvrant la période 1971-2000. En 2020, Météo-France publie une typologie des climats de la France métropolitaine dans laquelle la commune est exposée à un climat océanique altéré et est dans la région climatique Centre et contreforts nord du Massif Central, caractérisée par un air sec en été et un bon ensoleillement.
Pour la période 1971-2000, la température annuelle moyenne est de 10,3 °C, avec une amplitude thermique annuelle de 16,6 °C. Le cumul annuel moyen de précipitations est de 874 mm, avec 11,8 jours de précipitations en janvier et 7,4 jours en juillet. Pour la période 1991-2020, la température moyenne annuelle observée sur la station météorologique de Météo-France la plus proche, « Cressy », sur la commune de Cressy-sur-Somme à 11 km à vol d'oiseau, est de 12,0 °C et le cumul annuel moyen de précipitations est de 915,9 mm. 
La température maximale relevée sur cette station est de 41,1 °C, atteinte le 24 juillet 2019 ; la température minimale est de −22 °C, atteinte le 16 janvier 1985,,.
Les paramètres climatiques de la commune ont été estimés pour le milieu du siècle (2041-2070) selon différents scénarios d'émission de gaz à effet de serre à partir des nouvelles projections climatiques de référence DRIAS-2020. Ils sont consultables sur un site dédié publié par Météo-France en novembre 2022.

## Urbanisme

### Typologie
Au 1er janvier 2024, La Chapelle-au-Mans est catégorisée commune rurale à habitat très dispersé, selon la nouvelle grille communale de densité à sept niveaux définie par l'Insee en 2022.
Elle est située hors unité urbaine. Par ailleurs la commune fait partie de l'aire d'attraction de Gueugnon, dont elle est une commune de la couronne,. Cette aire, qui regroupe 12 communes, est catégorisée dans les aires de moins de 50 000 habitants,.

### Occupation des sols
L'occupation des sols de la commune, telle qu'elle ressort de la base de données européenne d’occupation biophysique des sols Corine Land Cover (CLC), est marquée par l'importance des territoires agricoles (91,8 % en 2018), une proportion identique à celle de 1990 (91,8 %). La répartition détaillée en 2018 est la suivante : prairies (67,8 %), zones agricoles hétérogènes (24 %), forêts (7,2 %), zones urbanisées (1 %). L'évolution de l’occupation des sols de la commune et de ses infrastructures peut être observée sur les différentes représentations cartographiques du territoire : la carte de Cassini (XVIIIe siècle), la carte d'état-major (1820-1866) et les cartes ou photos aériennes de l'IGN pour la période actuelle (1950 à aujourd'hui).

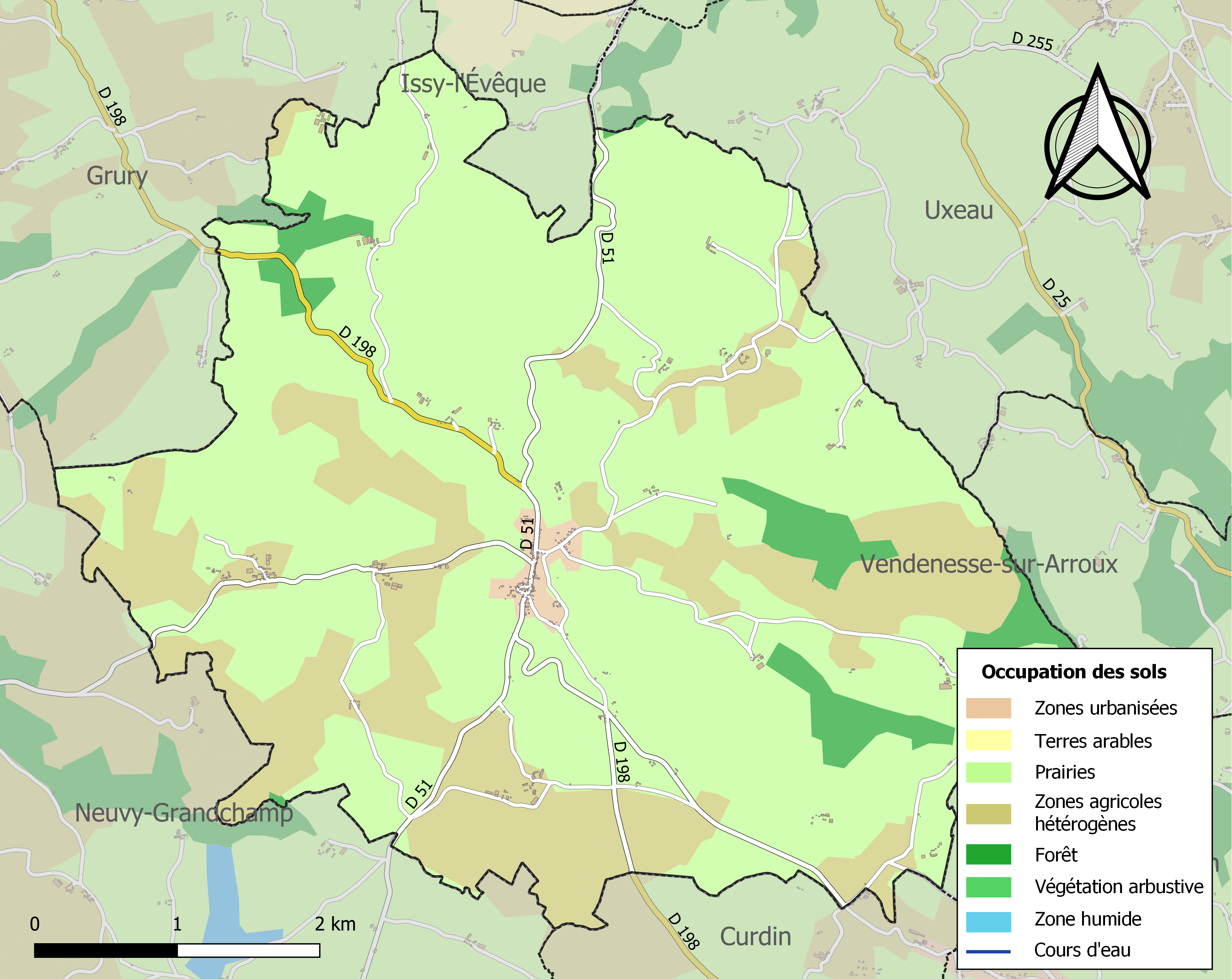
Carte des infrastructures et de l'occupation des sols de la commune en 2018 (CLC).

## Histoire
1793 : La Chapelle-au-Mans, à l'instar de quelque cent cinquante autres communes de Saône-et-Loire, change de nom et devient Beau-Ciel.

## Politique et administration
| Période                                  | Période   | Identité              | Étiquette | Qualité |
| ---------------------------------------- | --------- | --------------------- | --------- | ------- |
| 1812                                     | 1830      | Emiland Goin          |           |         |
| 1830                                     | 1843      | Emiland Mathieu       |           |         |
| 1943                                     | 1846      | Jean Sotty            |           |         |
| 1846                                     | 1848      | Pierre Marion-Goin    |           |         |
| 1848                                     | 1851      | Louis Blochet         |           |         |
| 1851                                     | 1859      | Pierre Marion-Goin    |           |         |
| 1859                                     | 1881      | Claude-Maris Lauféron |           |         |
| 1881                                     | 1887      | Jean Ponaud           |           |         |
| 1887                                     | 1903      | Joseph Lauféron       |           |         |
| 1903                                     | 1904      | Jules Laurent         |           |         |
| 1904                                     | 1929      | Joseph Lauféron       |           |         |
| 1929                                     | 1942      | Joseph Thévenet       |           |         |
| 1942                                     | 1945      | Jean Vannier          |           |         |
| 1945                                     | 1947      | Joseph Thévenet       |           |         |
| 1947                                     | 1953      | André Lacroix         |           |         |
| 1953                                     | mars 1965 | Jean Chandioux        |           |         |
| mars 1965                                | mars 1989 | Bernard Terrillion    |           |         |
| mars 1989                                | juin 1995 | Joanny Cannet         |           |         |
| juin 1995                                | mars 2014 | Raymond Dauvillaire   |           |         |
| mars 2014                                | en cours  | Armelle Devillard     |           |         |
| Les données manquantes sont à compléter. |           |                       |           |         |

## Démographie
L'évolution du nombre d'habitants est connue à travers les recensements de la population effectués dans la commune depuis 1793. Pour les communes de moins de 10 000 habitants, une enquête de recensement portant sur toute la population est réalisée tous les cinq ans, les populations de référence des années intermédiaires étant quant à elles estimées par interpolation ou extrapolation. Pour la commune, le premier recensement exhaustif entrant dans le cadre du nouveau dispositif a été réalisé en 2008.

En 2022, la commune comptait 225 habitants, en stagnation par rapport à 2016 (Saône-et-Loire : −1,06 %, France hors Mayotte : +2,11 %).
| 1793 | 1800 | 1806 | 1821 | 1831 | 1836 | 1841 | 1846 | 1851 |
| ---- | ---- | ---- | ---- | ---- | ---- | ---- | ---- | ---- |
| 613  | 441  | 485  | 570  | 540  | 537  | 570  | 575  | 520  |

| 1856 | 1861 | 1866 | 1872 | 1876 | 1881 | 1886 | 1891 | 1896 |
| ---- | ---- | ---- | ---- | ---- | ---- | ---- | ---- | ---- |
| 521  | 524  | 539  | 578  | 566  | 546  | 561  | 578  | 573  |

| 1901 | 1906 | 1911 | 1921 | 1926 | 1931 | 1936 | 1946 | 1954 |
| ---- | ---- | ---- | ---- | ---- | ---- | ---- | ---- | ---- |
| 548  | 561  | 529  | 519  | 473  | 463  | 431  | 408  | 377  |

| 1962 | 1968 | 1975 | 1982 | 1990 | 1999 | 2006 | 2008 | 2013 |
| ---- | ---- | ---- | ---- | ---- | ---- | ---- | ---- | ---- |
| 388  | 427  | 359  | 363  | 302  | 274  | 269  | 268  | 227  |

| 2018 | 2022 | - | - | - | - | - | - | - |
| ---- | ---- | - | - | - | - | - | - | - |
| 228  | 225  | - | - | - | - | - | - | - |

## Culture locale et patrimoine

### Lieux et monuments
Sont à voir à La Chapelle-au-Mans :
- L'église, sous le vocable de saint Maurice, édifice du XIXe siècle bâti dans le style néo-gothique, avec un décor intérieur caractéristique de cette période. Le transept nord est occupé par une chapelle dédiée à la Vierge tandis que le transept sud abrite une chapelle dédiée au Sacré Cœur. Le chœur dispose d'un mobilier néo-gothique. Quant aux vitraux, ils ont été pour la plupart réalisés par Edgard Blanchard dans les années 1930, offerts par des familles locales.
- La chapelle Saint-Thibaut, sur la route du pèlerinage de Saint-Jacques-de-Compostelle.
- Le château de Lucenier, dont la partie résidentielle est formée d'un corps de logis de plan complexe de la fin du XIVe siècle avec deux tours rondes et une aile ajoutée au XVIIIe siècle qui occupent l'angle oriental de l'enceinte (le reste de la cour intérieure est fermé par des bâtiments agricoles modernes, avec, à l'ouest, l'ancienne poterne d'entrée convertie en habitation).

## Pour approfondir